# Tipasio
Tipasio (III secolo – Tigava, 295 o 304) è stato un martire africano, venerato come santo dalla Chiesa cattolica.

## Agiografia
Di questo santo della Mauritania Cesariense in Africa esiste una passione, la Passio S. Typasii veterani, che unisce elementi storici con altri leggendari e fantasiosi. Tipasio era un soldato in congedo, ritiratosi a vita eremitica, che fu richiamato in servizio quando l'imperatore Massimiano decise di sedare definitivamente la rivolta dei Quinquegentiani. Si rifiutò di sacrificare agli dèi in quanto cristiano, e per questo fu condannato a morte, ma ebbe salva la vita, perché previde la vittoria di Massimiano.
Tempo dopo, all'epoca della persecuzione di Diocleziano, fu nuovamente sottoposto a giudizio, perché si rifiutò di entrare nell'esercito; le calunnie dei suoi commilitoni convinsero il governatore Claudio a condannarlo a morte per decapitazione.
La data della morte, indicata nella passio all'11 gennaio, è avvenuta a Tigava, località identificabile con El-Kherba nell'odierna Algeria. Incerto è l'anno esatto, che può essere o il 295/299 o il 304.

## Culto
Il suo elogio si legge nel Martirologio romano all'11 gennaio: